# 二十个暗示转世的案例
《二十个暗示转世的案例》（英語：Twenty Cases Suggestive of Reincarnation），又译《二十案例示轮回》，是美国精神病学家伊恩·斯蒂文森于1966年出版的书籍。该书探讨了儿童自发回忆前世信息的案例，并重点介绍了作者调查的20个案例。该书已被翻译为7种外国语言。